# Alphonse Wauters

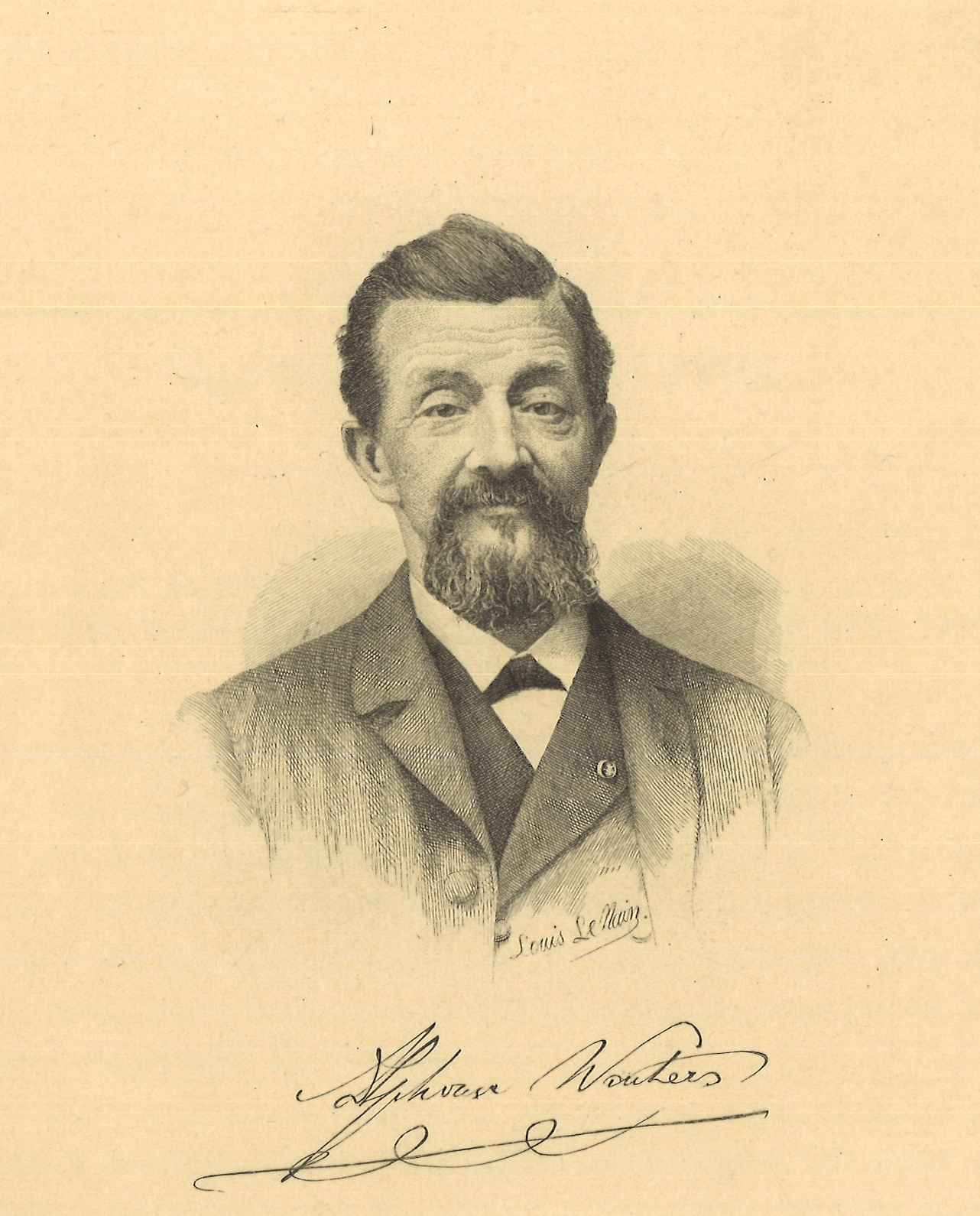
Portrettekening van Alphonse Wauters (door Louis Lenain)

Alphonse Guillaume Ghislain Wauters (Brussel, 13 april 1817 - 1 mei 1898) was een Belgisch historicus en archivaris. Hij was directeur van het Archief van de Stad Brussel vanaf 2 april 1842. In 1845 publiceerde hij samen met Alexandre Henne Histoire de la ville de Bruxelles, en een vervolg hiervan in 1855 met als titel Histoire des environs de Bruxelles, ou description historique des localités qui formaient autrefois l'ammanie de cette ville. Wauters huwde op 26 april 1856 met Marie-Fanny-Thérèse Lacomblé, met wie hij één dochter had.

## Werk (selectie)
- 1839: Atlas pittoresque des chemins de fer de la Belgique
- 1843-1845: Histoire civile, politique et monumentale de la ville de Bruxelles, met Alexandre Henne
  - Deel I, 1845
  - Deel II, 1845
  - Deel III, 1845
- 1850-1857: Histoire des environs de Bruxelles, ou description historique des localités qui formaient autrefois l'ammanie de cette ville
  - Deel I, 1855
  - Deel II, 1855
  - Deel III, 1855
  - Deel IV, 1857
- 1862: Le duc Jean Ier et le Brabant sous le règne de ce prince (1267-1294)
- 1878: Les tapisseries bruxelloises. Essai historique sur les tapisseries et les tapissiers de haute et de basse-lice de Bruxelles
- 1878: Les libertés communales en Belgique, dans le Nord de la France et sur les bords du Rhin (2 dln. in 1 vol.)
- 1888-94: Inventaire des cartulaires et autres registres faisant partie des archives anciennes de la ville
- La Belgique ancienne et moderne. Géographie et histoire des communes belges, met Jules Tarlier (onvoltooid)

Een extensieve bibliografie is in 1901 gepubliceerd door Henri Pirenne (zie hieronder).